# Contra ReBirth
Contra ReBirth es un videojuego de acción run and gun en 2D desarrollado por la compañía M2 y publicado por Konami para las consolas Wii y como juego descargable en WiiWare. Es la duodécima entrega original de la serie Contra. Fue lanzado en Japón el 12 de mayo de 2009, en Europa el 4 de septiembre de 2009 y en América del Norte el 7 de septiembre de 2009. 

## Historia
En el 2633, la fecha de los sucesos en el Contra original, el coronel Salamander y su ejército viajan al año 1973 para invadir la Tierra. Aterrizan en América Central y toman el control de las ruinas de Shizuoka en la Península de Yucatán. Allí el plan es acabar y destruir al equipo Contra, aprovechando que las fuerzas del equipo estaban en sus comienzos. El Presidente Galáctico pide al soldado Lance Bean, un miembro de la élite «Guerreros Contra», salvar la Tierra, pero su repentina desaparición pone en peligro la seguridad del planeta. Ahora, Bill Rizer, el samurái Genbei Yagyu, la robot Brownie y un contra alienígena llamado Plissken son la última esperanza de la Tierra y tendrán que recoger sus armas y derrotar al malvado ejército de Neo-Salamander antes de que todo esté perdido. Las fuerzas Contra del 2633 viajan atrás en el tiempo para detenerlos y evitar su propia desaparición, pero la nave es derribada y aterriza en un planeta gobernado por el coronel Salamander. Los contras vencen al ejército de Salamander al completar la última misión. Sin embargo, pensando haber vencido a Salamander (quien, al parecer, no se apareció como enemigo final), el verdadero final del juego revela que Plissken en realidad es el comandante Salamander, quien se había infiltrado en el cuartel de los contra y convence a Brownie para que se una a él.

## Jugabilidad
El juego presenta a los personajes recurrentes de la saga Contra: el héroe Bill Rizer y el humanoide alienígena samurái Genbei Yagyu (Jaguar) de Neo Contra, envolviendo a los dos héroes en la lucha contra el ejército de Neo Salamander, dirigido por el coronel Salamander. Además, al completar el juego en los niveles fácil y normal, se pueden desbloquear a Brownie (una robot) y Plissken (un alienígena), respectivamente.
Al igual que Contra 4, Contra ReBirth dispone en el juego de un retorno al estilo de gráficos 2D. El juego también permite jugar con dos jugadores, en modo cooperativo.

## Banda sonora
La banda sonora del juego fue compuesta por Manabu Namiki, quien trabajó en los otros títulos de las series ReBirth, además de haber compuesto la música del juego de arcade DoDonPachi Dai Ou Jou para la PlayStation 2  (un matamarcianos muy popular de la compañía Cave distribuido por Arika). La música está compuesta por remezclas de las canciones anteriores de Contra.
El álbum oficial se lanzó el 3 de marzo de 2010 en una compilación junto con la banda sonora del juego Castlevania: The Adventure ReBirth, bajo el nombre Drácula Densetsu ReBirth & Contra ReBirth Original Soundtrack.